# 오명 (불교)
오명(五明, Pañca-vidyā)은 고대 인도의 5가지 학문을 의미한다. 브라만에서 시작하여 불교 이론으로 확립되었다.

## 내용
《유가사지론》 제38권에서는 오명(五明)을 보살이 배워야 하는 5가지 학문으로 규정하고 있다.
- 1. 성명(聲明, śabda-vidyā): 언어, 언어학, 문자학, 훈고학, 문학을 비롯한 학문, 즉 언어의 표현 및 쓰기, 저술 능력을 의미한다.
- 2. 인명(因明, hetu-vidyā): 논리학, 논변술, 이미 내명을 증명한 보살, 이를 통해 바르지 않은 이론을 논박할 수 있고, 불교를 믿지 않는 자에게는 믿음을 주고, 믿음을 믿는 자에게는 신앙을 더욱 굳게 한다.
- 3. 내명(內明, adhyātma-vidyā): 불교 철학에서 교리학, 철학은 오명의 으뜸이고 불교에 있어서 경, 율, 논 삼장을 의미한다. 내명은 이미 실증된 보살에 대해서 스스로 수행하고 다른 사람의 깨달음을 돕는 역할을 한다. 브라만에게는 4가지 베다 이론을 깊이 연구하는 것을 말한다.
- 4. 의방명(醫方明, cikitsā-vidyā): 의학, 약학, 나아가 주술(다라니) 등을 통해 몸을 강하게 하고 다른 사람의 질병을 치료하여 중생을 구할 수 있다.
- 5. 공교명(工巧明, śilpa-karma-sthāna vidyā): 예술, 과학, 공예, 농업을 비롯한 학문, 즉 일상 생활에 필요한 기예를 의미한다.